# 강간 환상
강간 환상(Rape Fantasy)은 타인을 성적 활동에 강제하거나 강제하는 척하게 하는 것을 상상하는 것을 말한다.

## 환상
연구 결과에서 강간 환상이 남성과 여성 모두에서 흔한 것이라고 밝혀졌다. 이 환상은 강간하거나 당하는 입장 모두를 포함한다. 일부 연구들은 남성에 비해 여성이 강간당하는 환상을 갖는 경향이 더 있다고 시사한다. Hariton과 Singer의 1974년 연구 설문에서는 "제압하는 또는 항복하게 하는"것이 여성에게서 두번째로 흔한 환상이라는 것을 발견했다. 1984년 knafo와 jaffe의 연구에서는 관계 중 제압되는 것을 가장 흔한 환상으로 순위매겼다. 1985년 Old Dominion University의 심리학과 교수 Louis H. Janda는 강간당하는 환상이 여성에게서 가장 흔한 성적 환상이라고 말했다. 1988년 Pelletier와 Herold는 여성 응답자의 절반 이상이 성관계를 강요당하는 환상을 가지고 있다고 밝혀냈다.
여성이 강간당하는 환상을 가지고 있는 이유에 대해서 가장 자주 언급되는 가설은 사회적으로 유도된 죄책감을 회피하기 위함이라는 것이다. 여성은 자신의 성적 욕망에 대한 책임감을 인정하려하지 않는다. 강한 성적 죄책감을 가진 여성이 제압되고 지배되며 무력한 섹스 환상을 보고하는 경우가 더 크다고 지적한 1978년 Moreault와 Follingstad의 연구가 이 가설과 일치한다. 반면에 Pelletier와 Herold는 죄책감에 대한 다른 측정법을 사용하여 연관성을 발견하지 못했다. 다른 연구는 강요된 성관계에 대한 환상을 보고하는 여성이 성에 대해 더 긍정적인 태도를 가지고 있다고 시사하여 죄책감 가설과 반대된다. 1988년 Strassberg와 Lockerd는 강제(force)에 대해 환상을 가진 여성들이 그렇지 않은 여성보다 더 적은 죄책감과 강한 성애(erotophilic)을 가지고 있고 그 결과 더 자주 더 다양한 환상을 꿈꾼다고 발견했다. 게다가 이 연구에서는 강제력에 대한 환상이 명백히 가장 흔한 환상이 아니라고 말한다.
1980년 연구에서 45.8%의 남성이 이성간의 성관계에서 "여성에게 강간당하는 느낌"에 대해 환상을 갖는다고 보고했다(3.2%는 종종 42.6%는 가끔). 또 44.7%의 유혹된 여성에 대한 관계에서 "저항하는 척하는"것과 33%의 경우에서 여성을 강간하는 환상을 갖는다고 보고했다.
여성을 강간하는 남성의 성적 환상은 처음에는 저항하다가 결국에는 성관계에 참여하게 되는 장면을 상상하는 것이나 여성이 성관계를 거부하여 결국 여성을 해치는 장면을 상상하는 것 모두에 해당한다.
대학생 연령의 여성을 대상으로 한 연구에서는 다른 연구에서와 마찬가지로 절반 이상이 강간 환상을 가졌다고 발견했다.

[["at parens and constraints and curley braces at at daytime soaps at enjoy it at smoothing at R studio at metrics at topography at day time soaps at expire all of these after moments are over "]]

## 역할극
성적 역할극의 한 형태는 강간 환상이며, 또한 강제된 섹스 역할극이라고도 불린다. BDSM 서클에서는 (종종 이러한 서클 바깥에서도), 일부 사람들이 강간 현장 역할극을 선택한다.—의사소통, 동의 그리고 안전이 특별이 중요한 요소이다. 모든 성적 역할극에서 동의가 중요한 요소이기는 하지만 비동의에 대한 환상(즉, 강간)이 이러한 타입의 환상을 유지하는데 중요하다. 이로 인해 일반적으로 성행위를 멈추게 할 단어(예를 들어 "멈춰")는 종종 이러한 장면에서 무시된다는 점을 고려하여 세이프워드(safeword)의 사용이 논리적인 안전 수단이다. 동의 철회의 의미로 세이프워드가 사용된 후 성행위가 계속되면 폭행죄의 구성요소를 성립할 수 있다.